# Lucky Town (Album)
Lucky Town ist das zehnte Studioalbum des US-amerikanischen Rockmusikers Bruce Springsteen. Es wurde am 31. März 1992 zusammen mit seinem neunten Studioalbum, Human Touch, veröffentlicht. Es erreichte in Österreich, Großbritannien und in der Schweiz Platz zwei der Charts, in den USA Platz drei und in Deutschland Platz vier.

## Allgemeines
Das Album wurde nach den Aufnahmen von Human Touch innerhalb von zwei Monaten aufgenommen. Das Lied Lucky Town ist der Titelsong des 2007 erschienenen Films Glück im Spiel.

## Titelliste
Alle Titel wurden von Bruce Springsteen geschrieben.

### Seite 1
1. Better Days – 4:08
2. Lucky Town – 3:27
3. Local Hero – 4:04
4. If I Should Fall Behind – 2:57
5. Leap of Faith – 3:27

### Seite 2
1. The Big Muddy – 4:05
2. Living Proof – 4:49
3. Book of Dreams – 4:24
4. Souls of the Departed – 4:17
5. My Beautiful Reward – 3:55

Die Titelreihenfolge und -länge der CD ist identisch.